# Pascual Fresquet Llopis
Pascual Fresquet Llopis (Alcalà de Xivert, 6 de gener de 1907 – Aubanha, França, 14 d'agost de 1957), de professió paleta, fou un defensor del comunisme llibertari i cap de la Brigada de la Mort.
Fresquet va nàixer el 1907 a Alcalà de Xivert però de petit la família emigrà a la Torrassa. La Torrassa, barri de l'Hospitalet del Llobregat, era configurada bàsicament per una població treballadora que majoritàriament estava afiliada a la CNT. Els seus pares varen treballar a les obres del metro de Barcelona i la seva mare, Purificació Llopis, va regentar una fonda al carrer Sugranyes.
Se sap que Fresquet estava afiliat a la CNT-FAI el 1937, però hi estava vinculat des d'abans de d'esclat de la Guerra quan sovint fou detingut i torturat per la policia imputat per pistolerisme i atracaments.
Fresquet era amant de la beguda i la boxa, essent una persona agressiva. Sobre el seu comportament sexual, promiscu i vexatori amb les dones, alguns estudis grafològics indiquen que podria haver estat homosexual. Fou temut fins i tot per anarquistes i sindicalistes.
L'episodi pel qual és més recordat és el de la pertinença a la Brigada de la Mort, una unitat vinculada a la FAI responsable de més de 200 assassinats entre juliol i setembre de 1936. N'era el cap i acostumava a justificar les execucions de feixistes, catòlics i persones que s'apartessin dels ideals del comunisme llibertari al balcó del municipi on aquelles execucions es portaven a terme. Acabada la Guerra Civil, Fresquet s'exilià a Marsella (França) on amb algun company de la Brigada de la Mort va atracar bancs. Morí el 1957 en una residència anomenada Castel Roseraie assistit per un capellà.